# Ryan Russell
Pour les articles homonymes, voir Russell.
Ryan Russell (né le 2 mai 1987 à Caroline, province de l'Alberta au Canada) est un joueur professionnel de hockey sur glace de nationalité canadienne. Il est le frère jumeau de Kris Russell.

## Carrière
Il a été repêché par les Rangers de New York lors du repêchage d'entrée dans la Ligue nationale de hockey en 7e ronde, 211e place au total. Il participe avec l'équipe LHOu au Défi ADT Canada-Russie en 2006. Il a été échangé au Canadiens de Montréal le 31 mai 2007 en retour d'un septième choix lors du repêchage d'entrée dans la LNH 2007.

## Statistiques
| Saison    | Équipe                   | Ligue |    | Saison régulière | Saison régulière | Saison régulière | Saison régulière | Saison régulière |   | Séries éliminatoires | Séries éliminatoires | Séries éliminatoires | Séries éliminatoires | Séries éliminatoires |
| Saison    | Équipe                   | Ligue | PJ | B                | A                | Pts              | Pun              | PJ               | B | A                    | Pts                  | Pun                  |                      |                      |
| 2003-2004 | Ice de Kootenay          | LHOu  | 67 | 3                | 9                | 12               | 27               | 4                | 0 | 0                    | 0                    | 0                    |                      |                      |
| 2004-2005 | Ice de Kootenay          | LHOu  | 66 | 32               | 21               | 53               | 18               | 16               | 6 | 7                    | 13                   | 12                   |                      |                      |
| 2005-2006 | Ice de Kootenay          | LHOu  | 72 | 33               | 42               | 75               | 30               | 6                | 3 | 5                    | 8                    | 2                    |                      |                      |
| 2006-2007 | Ice de Kootenay          | LHOu  | 58 | 30               | 46               | 76               | 40               | 7                | 3 | 6                    | 9                    | 2                    |                      |                      |
| 2007-2008 | Cyclones de Cincinnati   | ECHL  | 12 | 6                | 4                | 10               | 4                | 15               | 3 | 4                    | 7                    | 0                    |                      |                      |
| 2007-2008 | Bulldogs de Hamilton     | LAH   | 25 | 2                | 1                | 3                | 4                | -                | - | -                    | -                    | -                    |                      |                      |
| 2008-2009 | Bulldogs de Hamilton     | LAH   | 79 | 20               | 19               | 39               | 24               | 6                | 1 | 3                    | 4                    | 2                    |                      |                      |
| 2009-2010 | Bulldogs de Hamilton     | LAH   | 74 | 19               | 18               | 37               | 8                | 19               | 7 | 5                    | 12                   | 0                    |                      |                      |
| 2010-2011 | Bulldogs de Hamilton     | LAH   | 65 | 10               | 11               | 21               | 48               | 20               | 7 | 2                    | 9                    | 0                    |                      |                      |
| 2011-2012 | Falcons de Springfield   | LAH   | 31 | 9                | 6                | 15               | 15               | -                | - | -                    | -                    | -                    |                      |                      |
| 2011-2012 | Blue Jackets de Columbus | LNH   | 41 | 2                | 0                | 2                | 2                | -                | - | -                    | -                    | -                    |                      |                      |
| 2012-2013 | Falcons de Springfield   | LAH   | 62 | 10               | 6                | 16               | 16               | 7                | 1 | 3                    | 4                    | 4                    |                      |                      |
| 2013-2014 | Leksands IF              | SHL   | 51 | 2                | 6                | 8                | 4                | 3                | 1 | 0                    | 1                    | 0                    |                      |                      |
| 2014-2015 | Leksands IF              | SHL   | 32 | 0                | 2                | 2                | 8                | 7                | 0 | 2                    | 2                    | 0                    |                      |                      |
| 2015-2016 | Cardiff Devils           | EIHL  | 21 | 6                | 16               | 22               | 8                | 4                | 1 | 1                    | 2                    | 2                    |                      |                      |